# Cinema da década de 1920

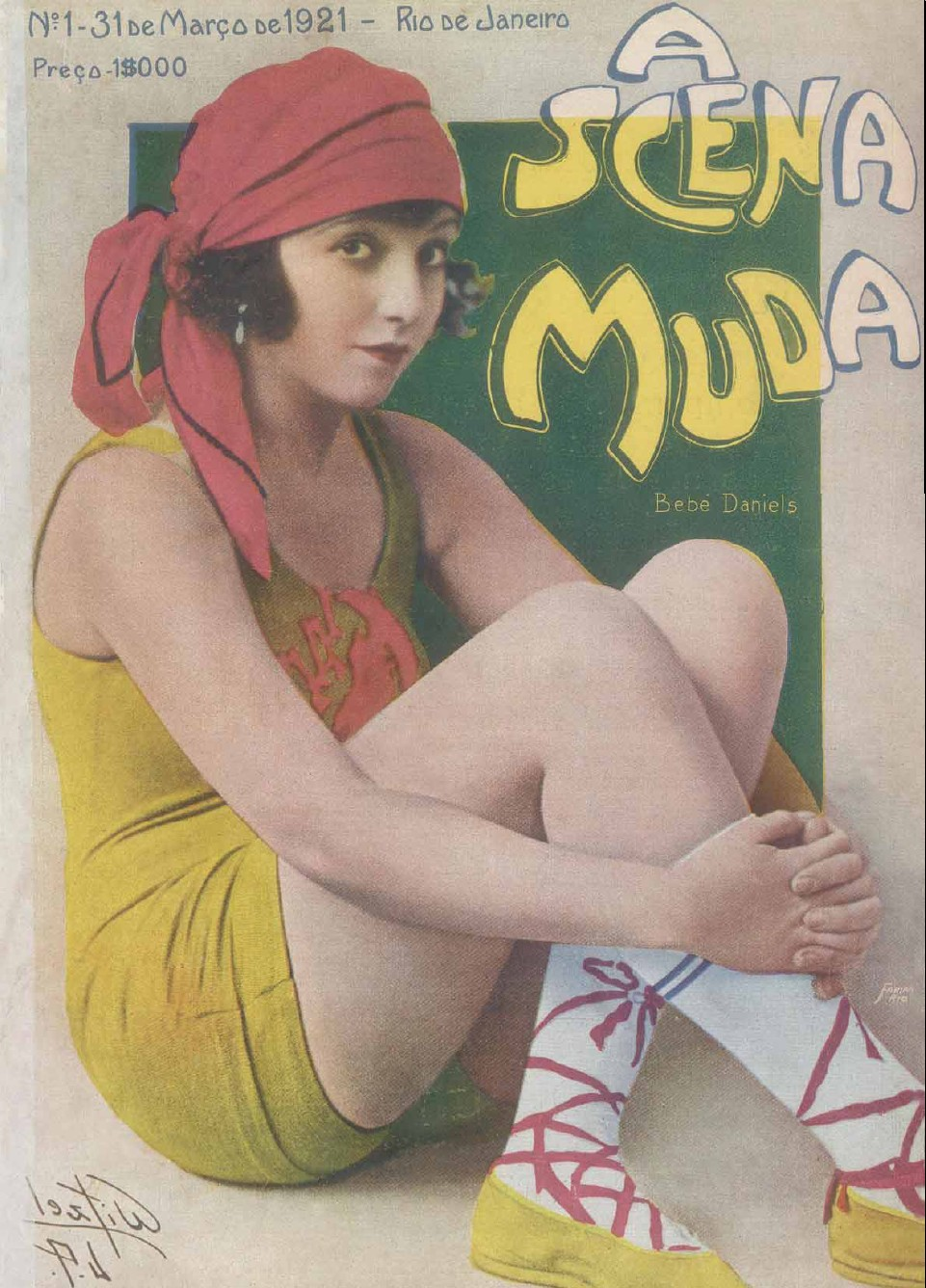
Dois exemplos da cultura cinematográfica dos anos 1920: a pin-up Bebe Daniels, ilustrando a capa da edição Nº 1 de A Scena Muda, a primeira revista sobre cinema do Brasil, em 1921.

O cinema da década de 1920 foi caracterizado pelo início do cinema falado, que provocou uma mudança nos hábitos daqueles que frequentavam e faziam o cinematógrafo. Época em que se popularizava o chamado american way of life, as bandas de jazz e a ousadia na moda, que vigorou até a grande Crise de 1929. O maior ídolo é Rodolfo Valentino, que em 1921 estreia O Sheik,.
Ao longo desta década os artistas se consagram e surgem os primeiros astros e estrelas, como Charles Chaplin, Greta Garbo, Bebe Daniels e outros; é fundada a Metro-Goldwin Mayer Corporation.
O Cantor de Jazz, com Al Jolson, inaugura o cinema sonoro, em 1927, mas até sua popularização era comum as salas de exibição manterem um pianista para tocar durante a projeção da película.
Na animação o Fleischer Studios revoluciona os desenhos animados. Por outro lado, o Gato Félix (lançado em 1919) tem nos anos 1920 o seu período de maior sucesso, sendo o personagem mais difundido dos desenhos.
Os melhores filmes desta década foram, resumidamente: O Gabinete do dr. Caligari, de 1920; Encouraçado Potemkim, de 1925; no mesmo ano a obra-prima de Chaplin, A Corrida do Ouro e O Fantasma da Ópera, de Rupert Julian.

## Hollywood
Na década de 1920 do século XX tem-se o auge, nos EUA, do chamado cinema narrativo clássico, a Era de Ouro de Hollywood, que compreende o período de 1915 até 1925. É estabelecido um padrão narrativo que será seguido em quase todos os filmes produzidos pela indústria cinematográfica estadunidense, obedecendo critérios como: o gênero do filme estabelece como o filme será organizado em seus elementos como história, sets (cenários), cenas, som, etc; a trama obedece à ordem cronológica dos fatos; a história faz a narrativa, ou a causa-e-efeito determinam os acontecimentos, muitas vezes de modo invisível e superando o tempo e o espaço; o protagonista deve estar focado numa meta positiva, sendo o personagem principal, ao qual o antagonista se esforça por desfazer ou criar obstáculos - dentre outras.
Os principais diretores são D. W. Griffith - o "pai do cinema americano", e Cecil B. DeMille.
Ocorre a fundação da International Academy of Motion Picture Arts and Sciences, que viria a se transformar na moderna  Academia de Artes e Ciências Cinematográficas, que realiza anualmente a premiação do Oscar; contava originalmente com 36 membros fundadores e teve nesta décadas seus dois primeiros presidentes: Douglas Fairbanks e William C. deMille.
Walt Disney junto ao irmão lançam séries de sucesso: Alice e Oswald, o coelho sortudo, que após serem apropriados pelo distribuidor M. J. Wrinkler, faz com que produza seu personagem de maior sucesso, Mickey Mouse.

## Europa
O filme Metropolis (1927), do autríaco Fritz Lang, é a mais cara produção já feita na Europa, tornando-se um clássico da primitiva ficção científica. produzido pela alemã UFA, privatizada em 1921, e que veicula o cinema expressionista produzido naquele país. Em França vigora o impressionismo (cinema avant-garde), em que o sentimento e estado de espírito dos protagonistas têm maior relevo; na União Soviética é produzido um novo sistema de montagem e de linguagem, especialmente em filmes do Eisenstein, como Bronenosets Potyomkin (Encouraçado Potyomkin). O surrealismo surge na Espanha, com Luís Buñuel.

## No Brasil
Tem início uma razoável produção cinematográfica regionalista com a popularização da chamada "sétima arte", em capitais brasileiras como Rio de Janeiro, Porto Alegre e São Paulo, a partir do começo dos anos 1920. Ocorre um movimento nacional pró-cinema, capitaneado por duas principais revistas da época: Paratodos e Selecta.
Dos ciclos regionais do cinema que surgia o que houve no estado de Pernambuco (com o chamado Ciclo do Recife) foi dos mais profícuos, tendo nomes como Edson Chagas, Gentil Roiz e outros, e produtoras como a Aurora Filmes.
Estas iniciativas logo decaíram, no começo da década seguinte, sobretudo por conta do advento do cinema falado, e pela qualidade superior dos filmes estrangeiros.
Ainda nesta década surgem duas revistas especializadas no cinema: A Scena Muda e Cinearte. Com elas surge a figura do crítico de cinema; Otávio Gabus Mendes principia sua carreira escrevendo sobre filmes nas revistas Paratodos em maio de 1925, e depois na Cinearte, no ano seguinte. Futuros escritores, como Guilherme de Almeida, que escrevia para O Estado de S. Paulo, ou autores já consagrados, como Afrânio Peixoto, também escrevem críticas.
Em todas as revistas citadas jovens jornalistas iniciam a chamada "Campanha pelo Cinema Brasileiro", objetivando a produção de filmes no país, bem como a instalação de mais salas de exibição, a exemplo de Ademar Gonzaga e de Pedro Lima.

## 1920
Robert Wiene lança na Alemanha O Gabinete do dr. Caligari, filme considerado um dos melhores dos anos 1920.

## 1921
É fundado o Fleischer Studios que, na década seguinte, criaria a Betty Boop, uma das personagens mais conhecidas em todo o mundo.
Neste ano é lançada no Brasil a primeira revista especializada nas produções hollywoodianas - A Scena Muda.
É lançado o clássico de Charles Chaplin, O Garoto.

## 1922
Estréia em 4 de março de Nosferatu, filme de terror de F.W. Murnau.

## 1924
Estréia de A Última Gargalhada, filme expressionista alemão ligado ao intimismo humano e a psicologia humana.

## 1925
Sergei Eisenstein realiza a obra-prima Encouraçado Potemkim, na União Soviética; nos EUA, Charles Chaplin atinge o ápice de seu personagem vagabundo com A Corrida do Ouro. A Universal Pictures realiza O Fantasma da Ópera, na sequência de filmes de terror, inovando na arte da maquiagem.

## 1926
É lançada no Brasil a revista Cinearte, com maior destaque para as produções do país (em contraste com A Scena Muda, que divulgava a produção estadunidense).

## 1927
Metropolis introduz uma visão impressionante do século XXI. Produzido pela Universum Film AG (UFA), sua versão original integral sofreu um corte de 30 minutos, recuperados em 2010.
Lançamento do primeiro filme falado O Cantor de Jazz.

## 1928
Walt Disney lança seu Steamboat Willie, com o personagem Mickey Mouse - e que veio a se tornar o primeiro desenho de sucesso da Disney Studios.

## 1929
O Oscar premia pela primeira vez a melhor fotografia